# مصر في الألعاب الأولمبية الصيفية 1976
نافست مصر في دورة الألعاب الأولمبية الصيفية 1976 في مونتريال بكندا، بوفد رياضي من 114 مشارك في 15 رياضة مختلفة.